# Vernon Steele
Vernon Steele (18 de septiembre de 1882 - 23 de julio de 1955) fue un actor británico nacido en Chile conocido por sus apariciones en obras de teatro en Broadway y en películas estadounidenses. A menudo interpretaba a jóvenes patricios en películas mudas. Steele nació en Santiago de Chile, siendo hijo de Daniel Antonietti, quien trabajaba como profesor de música, y su esposa inglesa, Grace Emma Bolton. Vernon Steele fue bautizado como Arturo Romeo Antonietti y su familia se estableció en Londres, Inglaterra. Su hermana era la actriz Hilda Anthony.